# 필리포 유바라
필리포 유바라 (Filippo Juvarra, 1678년 3월 7일-1736년 1월 31일)는 후기 바로크 시대에 활동한 이탈리아의 건축가 및 무대 장치가이다.